# Hofkapelle (Deisenried)

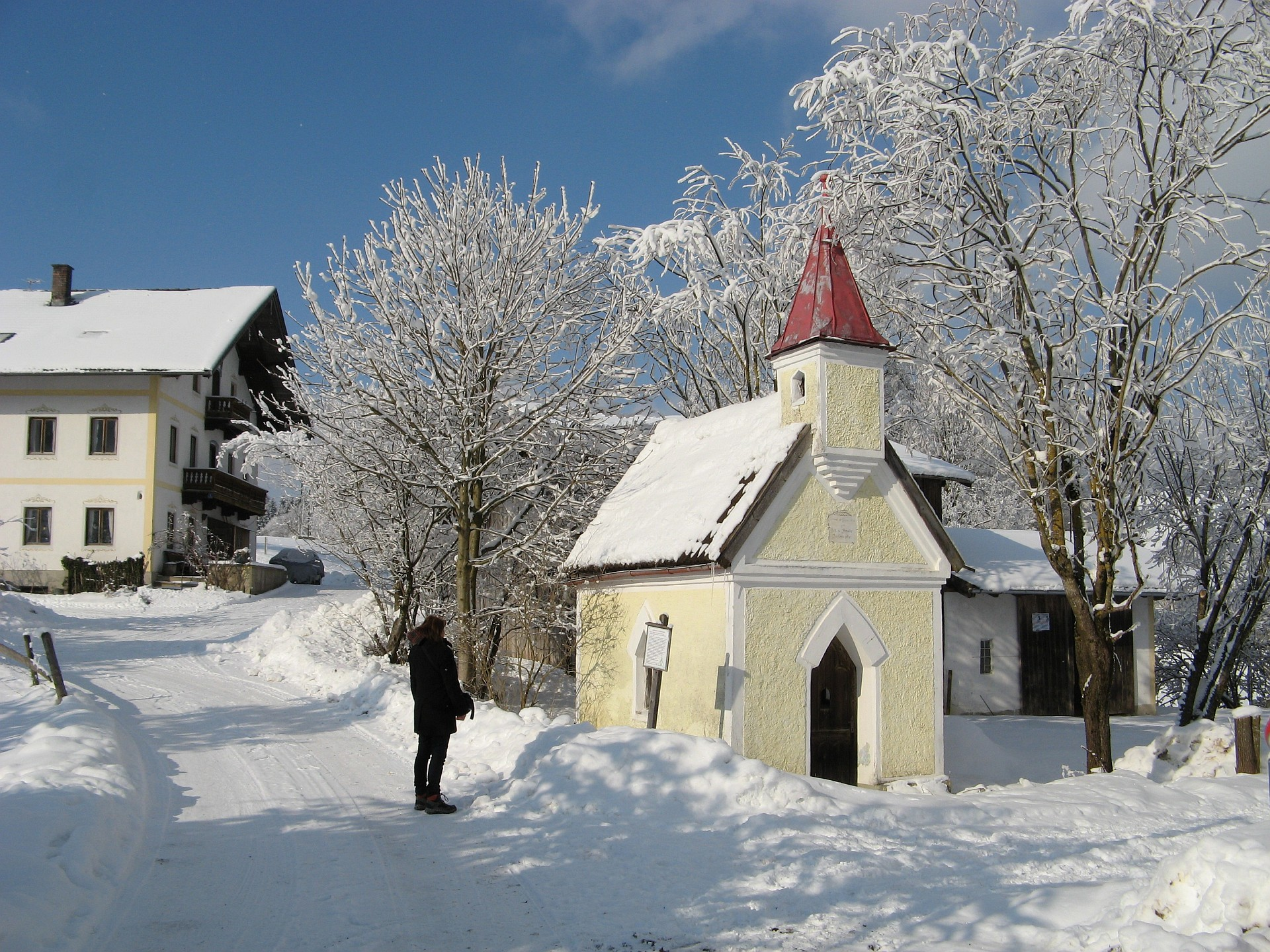
Hofkapelle in Deisenried

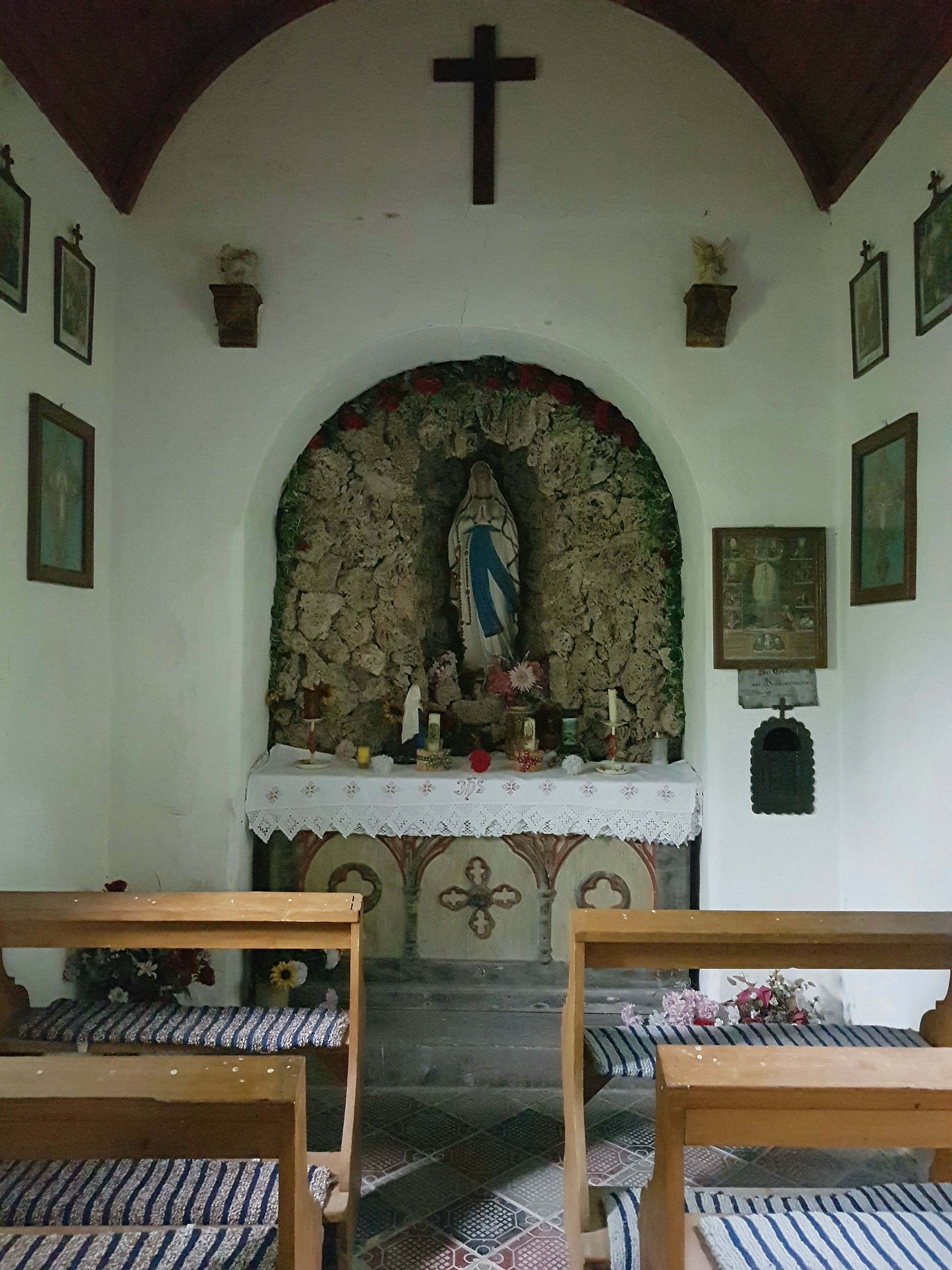
Innenansicht

Die Hofkapelle in Deisenried, einem Gemeindeteil von Fischbachau im oberbayerischen Landkreis Miesbach, wurde 1899 errichtet. Die Hofkapelle ist ein geschütztes Baudenkmal.
Der kleine neugotische Satteldachbau hat eine Lourdesgrotte. Der rechteckige Dachreiter wird von einem Zeltdach mit Dachknauf bekrönt.